# Israël au Concours Eurovision de la chanson 1973
Israël a participé au Concours Eurovision de la chanson 1973 le 7 avril à Luxembourg. C'est la première participation d'Israël au Concours Eurovision de la chanson.
Le pays est représenté par la chanteuse Ilanit et la chanson Ey sham (en) (אי שם), sélectionnées en interne par l'Autorité de radiodiffusion d’Israël (IBA).

## Sélection interne
Le radiodiffuseur israélien, l'Autorité de radiodiffusion d’Israël (IBA, Israel Broadcasting Authority ou רָשׁוּת השׁידוּר, Rashùt ha-shidúr), choisit en interne l'artiste et la chanson représentant Israël au Concours Eurovision de la chanson 1973.
Lors de cette sélection, c'est la chanson Ey sham (אי שם), écrite par Ehud Manor, composée par Nurit Hirsh et interprétée par la chanteuse Ilanit, qui fut choisie, avec le compositeur de la chanson comme chef d'orchestre.
| Ordre | Artiste | Chanson      | Langue |
| ----- | ------- | ------------ | ------ |
| 1     | Ilanit  | Ey sham (en) | Hébreu |

## À l'Eurovision
Chaque pays a un jury de deux personnes. Chaque juré attribue entre 1 et 5 points à chaque chanson.

### Points attribués par Israël
| 9 points | Norvège Royaume-Uni                         |
| 8 points | Espagne Luxembourg                          |
| 5 points | Finlande Portugal Suède                     |
| 4 points | Allemagne Irlande Italie Monaco Yougoslavie |
| 3 points | Suisse                                      |
| 2 points | Belgique France Pays-Bas                    |

### Points attribués à Israël
| 10 points                                   | 9 points  | 8 points     | 7 points                                              | 6 points                                          |
| ------------------------------------------- | --------- | ------------ | ----------------------------------------------------- | ------------------------------------------------- |
|                                             |           | - Luxembourg | - Allemagne - Irlande - Italie - Monaco - Yougoslavie | - Belgique - Finlande - Pays-Bas - Suède - Suisse |
| 5 points                                    | 4 points  | 3 points     | 2 points                                              |                                                   |
| - France - Norvège - Portugal - Royaume-Uni | - Espagne |              |                                                       |                                                   |

Ilanit interprète Ey sham en 17e et dernière position, suivant la France. 
Au terme du vote final, Israël termine 4e sur les 17 pays participants, ayant reçu 97 points au total,.